# Hüjtenpiek
De Hüjtenpiek (Mongools: Хүйтэн оргил, letterlijk: koude bergtop), ook Tavan Bogd Uul, is een van de vijf bergtoppen van de Tavan Bogd, een berg in de bergketen Altaj. De bergtop, de hoogste van de vijf, is gelegen op de grens van China en Mongolië. De berg heeft een hoogte van 4374 meter boven de zeespiegel en de bergtop Hüjtenpiek is daarmee het hoogste punt van Mongolië. De berg ligt in het meest westelijke punt van Mongolië, in de Mongoolse ajmag Bajan-Ölgi. In China ligt de bergtop in de prefectuur Altaj, van de autonome regio Xinjiang, in het uiterste noordnoordwesten van het land.
De piek is met zijn prominentie van 2342 m (het hoogteverschil met de bergpas) als aparte bergtop te beschouwen in de Tavan Bogd. De dominantie van 115,33 km geeft de afstand in vogelvlucht tot de top van de Beloecha aan, op de grens van Rusland en Kazachstan.
De op een na hoogste piek van de Tavan Bogd, de Nairamdalpiek, 2,45 km noordelijker gelegen, vormt het drielandenpunt van China, Mongolië en Rusland.